# Шумадијско-рашка зона у фудбалу 2023/24.
Шумадијско-рашка зона у фудбалу 2023/24. била је шесто и последње издање Шумадијско-рашке зоне. Сезона је почела 19.08.2023. године, а завршила се 01.06.2024. године. Освојила га је екипа Слоге из Краљева . Формат такмичења у одонсу на претходне сезоне био је промењен - играло се у две фазе:  
- прелиминарној фази са 22 кола и

- финалној фази („ПЛЕЈ-ОФ“ и „ПЛЕЈ-АУТ“) са 5 кола.

Прелиминарна фаза одигравала се по двоструком бод-систему са 22 кола. После завршене прелиминарне фазе екипе су биле подељене у две групе: „ПЛЕЈ-ОФ“ и „ПЛЕЈ-АУТ“ са по 6 екипа, а према коначном пласману на табели по завршетку прелиминарне фазе и то на следећи начин: 
- екипе које су заузеле од 1-6. места играле су „ПЛЕЈ-ОФ“ лигу;

- екипе које су заузеле од 7-12. места играле су „ПЛЕЈ-АУТ“ лигу.

Финална фаза („плеј-оф“ и „плеј-аут“) играла се по једноструком бод-систему са 5 кола.
Освојени бодови из прелиминарне фазе, постигнути и примљени погоци, као и жути и црвени картони, односно аутоматска казна забране играња због добијених жутих картона, преносили су се у финалну фазу.
 Из Српске лиге Запад у ову зону испала је:
- ФК Слога из Краљева (13. у Српској лиги Запад 2022/23.).

 У Српску лигу Запад пласираола се:
- ФК Јошаница из Новог Пазара (првак Шумадијско-рашке зоне 2022/23).

 Из ове зоне су испали:
- ФК Карађорђе из Рибнице (11. на табели  Шумадијско-рашке зоне 2022/23);
- ОФК Рас из Новог Пазара (12. на табели  Шумадијско-рашке зоне 2022/23);
- ФК Будућност из Ресника (13. на табели  Шумадијско-рашке зоне 2022/23);
- ФК Корићани из Корићана (14. на табели  Шумадијско-рашке зоне 2022/23).

 Из нижег ранга су се у ову зону директно пласирали:
- ФК Будућност из Конарева (првак Рашке окружне лиге);
- СФУ Застава 1973 из Крагујевца (првак Прве лиге Крагујевца).

ФК Полет из Ратине (10. на табели  Шумадијско-рашке зоне 2022/23) обезбедио је опстанак кроз бараж за попуну места у овој зони са Ибром из Лепосавића (прваком Окружне лиге Косовска Митровица). У гостима су били поражени са 2:1, а у реваншу код куће су славили са 5:1 и добили двомеч на гол-разлику.
| Клуб             | Место              | Општина            | 2022/23                       |
| ---------------- | ------------------ | ------------------ | ----------------------------- |
| СФУ Застава 1973 | Крагујевац         | Крагујевац         | 1. у Првој лиги Крагујевца () |
| ФК Бане 1931     | Рашка              | Рашка              | 2. у Шумадијско-рашкој зони   |
| ФК Будућност     | Конарево           | Краљево            | 1. у Рашкој окружној лиги ()  |
| ФК Гоч           | Врњачка Бања       | Врњачка Бања       | 8. у Шумадијско-рашкој зони   |
| ФК Гружа         | Гружа              | Кнић               | 9. у Шумадијско-рашкој зони   |
| ФК Мокра Гора    | Зубин Поток        | Зубин Поток        | 5. у Шумадијско-рашкој зони   |
| ФК Напредак      | Грачац             | Врњачка Бања       | 4. у Шумадијско-рашкој зони   |
| ФК Полет         | Ратина             | Краљево            | 10. у Шумадијско-рашкој зони  |
| ФК Слога         | Краљево            | Краљево            | 14. у Српској лиги запад ()   |
| ФК Србија        | Илићево            | Крагујевац         | 7. у Шумадијско-рашкој зони   |
| ФК Трепча        | Косовска Митровица | Косовска Митровица | 6. у Шумадијско-рашкој зони   |
| ФК Шумадија 1903 | Крагујевац         | Крагујевац         | 3. у Шумадијско-рашкој зони   |

### Резултати
Извор: srbijasport.net 
ОТК - отказано
|                       | ЗАС | БАН | БУД | ГОЧ | ГРУ | МОК | НАП | ПОЛ | СЛО | СРБ | ТРЕ | ШУМ |
| --------------------- | --- | --- | --- | --- | --- | --- | --- | --- | --- | --- | --- | --- |
| СФУ Застава 1973      | XXX | 0:2 | 2:4 | 2:0 | 2:2 | 1:2 | 0:1 | 2:5 | 0:2 | 3:1 | 0:3 | 1:3 |
| ФК Бане 1931          | 6:1 | XXX | 3:0 | 2:0 | 4:0 | 1:0 | 5:0 | 3:0 | 2:3 | ОТК | 5:1 | 0:1 |
| ФК Будућност Конарево | 3:0 | 1:3 | XXX | 3:0 | 0:1 | 1:0 | 5:0 | 2:0 | 1:2 | ОТК | 0:1 | 0:1 |
| ФК Гоч                | 1:0 | 0:0 | 2:0 | XXX | 0:0 | 2:1 | 0:2 | 1:0 | 2:1 | 0:0 | 1:2 | 0:4 |
| ФК Гружа              | 2:1 | 0:0 | 4:3 | 2:1 | XXX | 0:1 | 2:0 | 4:3 | 0:2 | ОТК | 2:1 | 0:0 |
| ФК Мокра Гора         | 3:0 | 4:2 | 0:1 | 0:0 | 0:0 | XXX | 2:0 | 0:1 | 0:2 | 1:1 | 3:0 | 2:1 |
| ФК Напредак Грачац    | 3:0 | 2:2 | 1:2 | 0:3 | 3:1 | 0:3 | XXX | 0:1 | 0:1 | 0:4 | 0:3 | 1:2 |
| ФК Полет Ратина       | 4:1 | 0:2 | 1:0 | 1:0 | 2:4 | 2:0 | 2:1 | XXX | 0:2 | 1:0 | 0:1 | 1:0 |
| ФК Слога Краљево      | 3:1 | 2:0 | 1:2 | 3:0 | 5:0 | 4:0 | 5:1 | 3:0 | XXX | 2:0 | 4:2 | 2:0 |
| ФК Србија Илићево     | 0:1 | 2:0 | 0:0 | ОТК | 3:1 | ОТК | ОТК | 4:0 | 2:4 | XXX | ОТК | 2:1 |
| ФК Трепча             | 2:1 | 1:3 | 2:1 | 4:1 | 2:1 | 1:2 | 4:0 | 1:1 | 0:2 | 4:2 | XXX | 1:4 |
| ФК Шумадија 1903      | 4:1 | 0:0 | 0:0 | 3:0 | 3:2 | 3:0 | 3:0 | 7:0 | 1:0 | ОТК | 0:1 | XXX |

### Резултати по колима
Извор: srbijasport.net 
- Црном бојом исписани су резултати утакмица одиграних првог дана датог кола
- Тамно плавом бојом исписани су резултати утакмица одиграних другог дана датог кола
- Плавом бојом су исписани резултати утакмица које су померене, а у загради поред њих дат је датум њиховог одигравања
- Косим словима исписани су резултати утакмица које су окончане службеним резултатом

| 1. коло (19/20.08.2023) | 2. коло (26/27.08.2023) | 3. коло (02/03.09.2023)                                                                                                  | 4. коло (09/10.09.2023)                                                                                                  | 5. коло (16/17.09.2023) |
| --- | --- | --- | --- | --- |
| Гоч 1:2 Трепча Гружа 0:0 Бане Слога 1:2 Будућност Шумадија 3:0 Напредак Застава 3:1 Србија Полет 2:0 Мокра Гора               | Гоч 0:0 Гружа Трепча 4:0 Напредак Будућност 0:1 Шумадија Мокра Гора 0:2 Слога Србија 4:0 Полет Бане 6:1 Застава                             | Слога 2:0 Србија Шумадија 3:0 Мокра Гора Гружа 2:1 Трепча Застава 2:0 Гоч Полет 0:2 Бане Напредак 1:2 Будућност          | Трепча 2:1 Будућност Гоч 1:0 Полет Гружа 2:1 Застава Мокра Гора 2:0 Напредак Србија 2:1 Шумадија Бане 2:3 Слога          | Слога 3:0 Гоч Шумадија 0:0 Бане Полет 2:4 Гружа Напредак 0:4 Србија Будућност 1:0 Мокра Гора Застава 0:3 Трепча (18.09.2023.) |
| 6. коло (23/24.09.2023) | 7. коло (30.09/01.10.2023) | 8. коло (07/08.10.2023)                                                                                                  | 9. коло (14/15.10.2023)                                                                                                  | 10. коло (21/22.10.2023) |
| Трепча 1:2 Мокра Гора (22.09.2023.) Бане 5:0 Напредак Гоч 0:4 Шумадија Гружа 0:2 Слога Србија 0:0 Будућност Застава 2:5 Полет | Слога 3:1 Застава Шумадија 3:2 Гружа Напредак 0:3 Гоч Будућност 1:3 Бане Полет 0:1 Трепча (11.10.2023.) Мокра Гора 1:1 Србија (11.10.2023.) | Трепча 4:2 Србија Бане 1:0 Мокра Гора Гоч 2:0 Будућност Застава 1:3 Шумадија Гружа 2:0 Напредак Полет 0:2 Слога          | Слога 4:2 Трепча Шумадија 7:0 Полет Мокра Гора 0:0 Гоч Напредак 3:0 Застава Будућност 0:1 Гружа Србија 2:0 Бане          | Трепча 1:3 Бане Гоч 0:0 Србија Гружа 0:1 Мокра Гора Слога 2:0 Шумадија Застава 2:4 Будућност Полет 2:1 Напредак               |
| 11. коло (28/29.10.2023) | 12. коло (04/05.11.2023) | 13. коло (11/12.11.2023)                                                                                                 | 14. коло (18/19.11.2023)                                                                                                 | 15. коло (16/17.03.2024) |
| Шумадија 0:1 Трепча Мокра Гора 3:0 Застава Бане 2:0 Гоч Напредак 0:1 Слога Будућност 2:0 Полет Србија 3:1 Гружа               | Трепча 4:1 Гоч Бане 4:0 Гружа Мокра Гора 0:1 Полет Будућност 1:2 Слога Напредак 1:2 Шумадија Србија 0:1 Застава                             | Шумадија 0:0 Будућност Слога 4:0 Мокра Гора Гружа 2:1 Гоч Напредак 0:3 Трепча Полет 1:0 Србија Застава 0:2 Бане          | Трепча 2:1 Гружа Гоч 1:0 Застава Бане 3:0 Полет Србија 2:4 Слога Мокра Гора 2:1 Шумадија Будућност 5:0 Напредак          | Слога 2:0 Бане Будућност 0:1 Трепча Напредак 0:3 Мокра Гора Полет 1:0 Гоч Застава 2:2 Гружа Шумадија - Србија (отказано)      |
| 16. коло (23/24.03.2024) | 17. коло (30/31.03.2024) | 18. коло (06/07.04.2024)                                                                                                 | 19. коло (13/14.04.2024)                                                                                                 | 20. коло (17.04.2024) |
| Трепча 2:1 Застава Гоч 2:1 Слога Бане 0:1 Шумадија Мокра Гора 0:1 Будућност Гружа 4:3 Полет Србија - Напредак (отказано)      | Мокра Гора 3:0 Трепча Шумадија 3:0 Гоч Слога 5:0 Гружа Напредак 2:2 Бане Полет 4:1 Застава Будућност - Србија (отказано)                    | Трепча 1:1 Полет Гоч 0:2 Напредак Бане 3:0 Будућност Застава 0:2 Слога Гружа 0:0 Шумадија Србија - Мокра Гора (отказано) | Мокра Гора 4:2 Бане Шумадија 4:1 Застава Слога 3:0 Полет Будућност 3:0 Гоч Напредак 3:1 Гружа Србија - Трепча (отказано) | Трепча 0:2 Слога Полет 1:0 Шумадија Застава 0:1 Напредак Гружа 4:3 Будућност Гоч 2:1 Мокра Гора Бане - Србија (отказано)      |
| 21. коло (21.04.2024) | 22. коло (27.04.2024) | | | |
| Бане 5:1 Трепча Мокра Гора 0:0 Гружа Будућност 3:0 Застава Напредак 0:1 Полет Шумадија 1:0 Слога Србија - Гоч (отказано)      | Трепча 1:4 Шумадија Слога 5:1 Напредак Полет 1:0 Будућност Застава 1:2 Мокра Гора Гоч 0:0 Бане Гружа - Србија (отказано)                    | | | |

### Табела и статистика лиге
Извор: srbijasport.net 
У статистици нису урачунате утакмице Србије.
| #                 | Клуб                  | ОУ                      | Поб                     | Нер                     | Пор                     | ДГ                      | ПГ                      | ГР                      | Бодови                  |                             |
| ----------------- | --------------------- | ----------------------- | ----------------------- | ----------------------- | ----------------------- | ----------------------- | ----------------------- | ----------------------- | ----------------------- | --------------------------- |
| 1                 | ФК Слога Краљево      | 20                      | 17                      | 0                       | 3                       | 49                      | 12                      | +37                     | 51                      | Пласирали се у ПЛЕЈ-ОФ      |
| 2                 | ФК Шумадија 1903      | 20                      | 13                      | 3                       | 4                       | 40                      | 12                      | +28                     | 42                      | Пласирали се у ПЛЕЈ-ОФ      |
| 3                 | ФК Бане 1931          | 20                      | 12                      | 4                       | 4                       | 45                      | 16                      | +29                     | 40                      | Пласирали се у ПЛЕЈ-ОФ      |
| 4                 | ФК Трепча             | 20                      | 11                      | 1                       | 8                       | 33                      | 31                      | +2                      | 34                      | Пласирали се у ПЛЕЈ-ОФ      |
| 5                 | ФК Мокра Гора         | 20                      | 9                       | 2                       | 9                       | 23                      | 22                      | +1                      | 29                      | Пласирали се у ПЛЕЈ-ОФ      |
| 6                 | ФК Гружа              | 20                      | 8                       | 5                       | 7                       | 27                      | 33                      | -6                      | 29                      | Пласирали се у ПЛЕЈ-ОФ      |
| 7                 | ФК Будућност Конарево | 20                      | 9                       | 1                       | 10                      | 29                      | 24                      | +5                      | 28                      | Пласирали се у ПЛЕЈ-АУТ     |
| 8                 | ФК Полет Ратина       | 20                      | 9                       | 1                       | 10                      | 24                      | 34                      | -10                     | 28                      | Пласирали се у ПЛЕЈ-АУТ     |
| 9                 | ФК Гоч                | 20                      | 6                       | 3                       | 11                      | 14                      | 30                      | -16                     | 21                      | Пласирали се у ПЛЕЈ-АУТ     |
| 10                | ФК Напредак Грачац    | 20                      | 4                       | 1                       | 15                      | 14                      | 46                      | -31                     | 13                      | Пласирали се у ПЛЕЈ-АУТ     |
| 11                | СФУ Застава 1973      | 20                      | 1                       | 1                       | 18                      | 16                      | 55                      | -39                     | 4                       | Пласирали се у ПЛЕЈ-АУТ     |
| ФК Србија Илићево | ФК Србија Илићево     | Одустала након 14. кола | Одустала након 14. кола | Одустала након 14. кола | Одустала након 14. кола | Одустала након 14. кола | Одустала након 14. кола | Одустала након 14. кола | Одустала након 14. кола | Испада директно у нижи ранг |

ОУ - број одиграних утакмица Поб - број победа Нер - број утакмица завршених нерешеним резултатом Пор - број пораза ДГ - број датих голова ПГ - број примљених голова ГР - гол-разлика
| Статистика лиге:                            | Статистика лиге: |
| ------------------------------------------- | --- |
| Одиграно кола                               | 22 од 22 |
| Одиграно утакмица                           | 110 од 110 |
| Број победа домаћих екипа                   | 59 (53%) |
| Број мечева без победника                   | 11 (10%) |
| Број победа гостујућих екипа                | 40 (36%) |
| Укупно датих голова                         | 315 |
| Број голова по колу                         | 14,32 |
| Број голова по утакмици                     | 2,86 |
| Укупан број голова домаћих екипа            | 193 |
| Укупан број голова домаћих екипа по мечу    | 1,75 |
| Укупан број голова гостујућих екипа         | 122 |
| Укупан број голова гостујућих екипа по мечу | 1,11 |
| Највећа победа домаћег тима                 | +7 (Шумадија 1903 7:0 Полет Ратина)                                                                                                |
| Највећа победа гостујућег тима              | Гоч 0:4 Шумадија 1903 |
| Највише датих голова у мечу                 | 7 (Бане 1931 6:1 Застава 1973 2:5 Полет Ратина Шумадија 1903 7:0 Полет Ратина Гружа 4:3 Полет Ратина Гружа 4:3 Будућност Конарево) |

### Резултати
Извор: srbijasport.net 
|                  | БАН | ГРУ | МОК | СЛО | ТРЕ | ШУМ |
| ---------------- | --- | --- | --- | --- | --- | --- |
| ФК Бане 1931     | XXX | 2:0 | XXX | 2:4 | 2:2 | XXX |
| ФК Гружа         | XXX | XXX | 4:1 | XXX | 3:3 | XXX |
| ФК Мокра Гора    | 6:3 | XXX | XXX | 4:2 | XXX | XXX |
| ФК Слога Краљево | XXX | 1:2 | XXX | XXX | 1:1 | 3:0 |
| ФК Трепча        | XXX | XXX | 0:0 | XXX | XXX | 1:3 |
| ФК Шумадија 1903 | 6:1 | 5:1 | 2:0 | XXX | XXX | XXX |

### Резултати по колима
Извор: srbijasport.net 
- Црном бојом исписани су резултати утакмица одиграних првог дана датог кола
- Тамно плавом бојом исписани су резултати утакмица одиграних другог дана датог кола

| 23. коло (04.05.2024)                                   | 24. коло (11.05.2024)                                   | 25. коло (18/19.05.2024)                                | 26. коло (25.05.2024)                                   | 27. коло (31.05./01.06.2024)                            |
| ------------------------------------------------------- | ------------------------------------------------------- | ------------------------------------------------------- | ------------------------------------------------------- | ------------------------------------------------------- |
| Слога 1:2 Гружа Шумадија 2:0 Мокра Гора Бане 2:2 Трепча | Гружа 3:3 Трепча Мокра Гора 6:3 Бане Слога 3:0 Шумадија | Бане 2:4 Слога Шумадија 5:1 Гружа Трепча 0:0 Мокра Гора | Гружа 4:1 Мокра Гора Слога 1:1 Трепча Шумадија 6:1 Бане | Мокра Гора 4:2 Слога Бане 2:0 Гружа Трепча 1:3 Шумадија |

### Табела и статистика лиге
Извор: srbijasport.net 
| # | Клуб             | ОУ | Поб | Нер | Пор | ДГ | ПГ | ГР  | Бодови |
| - | ---------------- | -- | --- | --- | --- | -- | -- | --- | ------ |
| 1 | ФК Слога Краљево | 25 | 19  | 1   | 5   | 60 | 21 | +39 | 58     |
| 2 | ФК Шумадија 1903 | 25 | 17  | 3   | 5   | 56 | 18 | +38 | 54     |
| 3 | ФК Бане 1931     | 25 | 13  | 5   | 7   | 55 | 34 | +21 | 44     |
| 4 | ФК Трепча        | 25 | 11  | 5   | 9   | 40 | 40 | 0   | 38     |
| 5 | ФК Мокра Гора    | 25 | 11  | 3   | 11  | 34 | 33 | +1  | 36     |
| 6 | ФК Гружа         | 25 | 10  | 6   | 9   | 37 | 45 | -8  | 36     |

ОУ - број одиграних утакмица Поб - број победа Нер - број утакмица завршених нерешеним резултатом Пор - број пораза ДГ - број датих голова ПГ - број примљених голова ГР - гол-разлика
| Статистика лиге:                            | Статистика лиге:                                           |
| ------------------------------------------- | ---------------------------------------------------------- |
| Одиграно кола                               | 5 од 5                                                     |
| Одиграно утакмица                           | 15 од 15                                                   |
| Број победа домаћих екипа                   | 8 (53%)                                                    |
| Број мечева без победника                   | 4 (26%)                                                    |
| Број победа гостујућих екипа                | 3 (20%)                                                    |
| Укупно датих голова                         | 65                                                         |
| Број голова по колу                         | 13                                                         |
| Број голова по утакмици                     | 4,33                                                       |
| Укупан број голова домаћих екипа            | 42                                                         |
| Укупан број голова домаћих екипа по мечу    | 2,8                                                        |
| Укупан број голова гостујућих екипа         | 23                                                         |
| Укупан број голова гостујућих екипа по мечу | 1,53                                                       |
| Највећа победа домаћег тима                 | +5 (Шумадија 1903 6:1 Бане 1931)                           |
| Највећа победа гостујућег тима              | + 2 (Бане 1931 2:4 Слога Краљево Трепча 1:3 Шумадија 1903) |
| Највише датих голова у мечу                 | 9 (Мокра Гора 6:3 Бане 1931)                               |

### Резултати
Извор: srbijasport.net 
|                       | ЗАС | БУД | ГОЧ | НАП | ПОЛ |
| --------------------- | --- | --- | --- | --- | --- |
| СФУ Застава 1973      | XXX | 1:3 | 1:6 | XXX | XXX |
| ФК Будућност Конарево | XXX | XXX | XXX | 0:3 | 3:1 |
| ФК Гоч                | XXX | 0:2 | XXX | 2:1 | XXX |
| ФК Напредак Грачац    | 5:2 | XXX | XXX | XXX | 4:1 |
| ФК Полет Ратина       | 4:3 | XXX | 1:1 | XXX | XXX |

### Резултати по колима
Извор: srbijasport.net 
- Црном бојом исписани су резултати утакмица одиграних првог дана датог кола
- Тамно плавом бојом исписани су резултати утакмица одиграних другог дана датог кола

| 23. коло (04.05.2024)              | 24. коло (12.05.2024)               | 25. коло (18/19.05.2024)               | 26. коло (25.05.2024)                | 27. коло (01.06.2024)                    |
| ---------------------------------- | ----------------------------------- | -------------------------------------- | ------------------------------------ | ---------------------------------------- |
| Полет 4:3 Застава Гоч 2:1 Напредак | Застава 1:6 Гоч Будућност 3:1 Полет | Гоч 0:2 Будућност Напредак 5:2 Застава | Будућност 0:3 Напредак Полет 1:1 Гоч | Напредак 4:1 Полет Застава 1:3 Будућност |

### Табела и статистика лиге
Извор: srbijasport.net 
| #  | Клуб                  | ОУ | Поб | Нер | Пор | ДГ | ПГ | ГР  | Бодови |
| -- | --------------------- | -- | --- | --- | --- | -- | -- | --- | ------ |
| 7  | ФК Будућност Конарево | 24 | 12  | 1   | 11  | 37 | 29 | +8  | 37     |
| 8  | ФК Полет Ратина       | 24 | 10  | 2   | 12  | 31 | 45 | -14 | 32     |
| 9  | ФК Гоч                | 24 | 8   | 4   | 12  | 23 | 35 | -12 | 28     |
| 10 | ФК Напредак Грачац    | 24 | 7   | 1   | 16  | 28 | 51 | -23 | 22     |
| 11 | СФУ Застава 1973      | 24 | 1   | 1   | 22  | 23 | 73 | -50 | 4      |

ОУ - број одиграних утакмица Поб - број победа Нер - број утакмица завршених нерешеним резултатом Пор - број пораза ДГ - број датих голова ПГ - број примљених голова ГР - гол-разлика
| Статистика лиге:                            | Статистика лиге:                                                           |
| ------------------------------------------- | -------------------------------------------------------------------------- |
| Одиграно кола                               | 5 од 5                                                                     |
| Одиграно утакмица                           | 10 од 10                                                                   |
| Број победа домаћих екипа                   | 5 (50%)                                                                    |
| Број мечева без победника                   | 1 (10%)                                                                    |
| Број победа гостујућих екипа                | 4 (40%)                                                                    |
| Укупно датих голова                         | 44                                                                         |
| Број голова по колу                         | 8,8                                                                        |
| Број голова по утакмици                     | 4,4                                                                        |
| Укупан број голова домаћих екипа            | 21                                                                         |
| Укупан број голова домаћих екипа по мечу    | 2,1                                                                        |
| Укупан број голова гостујућих екипа         | 23                                                                         |
| Укупан број голова гостујућих екипа по мечу | 2,3                                                                        |
| Највећа победа домаћег тима                 | +3 (Напредак Грачац 5:2 Застава 1973 Напредак Грачац 4:1 Полет Ратина)     |
| Највећа победа гостујућег тима              | +5 (Застава 1973 1:6 Гоч)                                                  |
| Највише датих голова у мечу                 | 7 (Полет Ратина 4:3 Застава 1973 1:6 Гоч Напредак Грачац 5:2 Застава 1973) |

Извор: srbijasport.net 
|                       | 1 | 2 | 3 | 4 | 5 | 6 | 7 | 8 | 9 | 10 | 11 | 12 | 13 | 14 | 15 | 16 | 17 | 18 | 19 | 20 | 21 | 22 | 23 | 24 | 25 | 26 | 27 |
| --------------------- | - | - | - | - | - | - | - | - | - | -- | -- | -- | -- | -- | -- | -- | -- | -- | -- | -- | -- | -- | -- | -- | -- | -- | -- |
| СФУ Застава 1973      | 1 | 2 | 3 | 4 | 5 | 6 | 7 | 8 | 9 | 10 | 11 | 12 | 13 | 14 | 15 | 16 | 17 | 18 | 19 | 20 | 21 | 22 | 23 | 24 | 25 | 27 |    |
| ФК Бане 1931          | 1 | 2 | 3 | 4 | 5 | 6 | 7 | 8 | 9 | 10 | 11 | 12 | 13 | 14 | 15 | 16 | 17 | 18 | 19 | 21 | 22 | 23 | 24 | 25 | 26 | 27 |    |
| ФК Будућност Конарево | 1 | 2 | 3 | 4 | 5 | 6 | 7 | 8 | 9 | 10 | 11 | 12 | 13 | 14 | 15 | 16 | 18 | 19 | 20 | 21 | 22 | 24 | 25 | 26 | 27 |    |    |
| ФК Гоч                | 1 | 2 | 3 | 4 | 5 | 6 | 7 | 8 | 9 | 10 | 11 | 12 | 13 | 14 | 15 | 16 | 17 | 18 | 19 | 20 | 22 | 23 | 24 | 25 | 26 |    |    |
| ФК Гружа              | 1 | 2 | 3 | 4 | 5 | 6 | 7 | 8 | 9 | 10 | 11 | 12 | 13 | 14 | 15 | 16 | 17 | 18 | 19 | 20 | 21 | 23 | 24 | 25 | 26 | 27 |    |
| ФК Мокра Гора         | 1 | 2 | 3 | 4 | 5 | 6 | 8 | 7 | 9 | 10 | 11 | 12 | 13 | 14 | 15 | 16 | 17 | 19 | 20 | 21 | 22 | 23 | 24 | 25 | 26 | 27 |    |
| ФК Напредак Грачац    | 1 | 2 | 3 | 4 | 5 | 6 | 7 | 8 | 9 | 10 | 11 | 12 | 13 | 14 | 15 | 17 | 18 | 19 | 20 | 21 | 22 | 23 | 25 | 26 | 27 |    |    |
| ФК Полет Ратина       | 1 | 2 | 3 | 4 | 5 | 6 | 8 | 7 | 9 | 10 | 11 | 12 | 13 | 14 | 15 | 16 | 17 | 18 | 19 | 20 | 21 | 22 | 23 | 24 | 26 | 27 |    |
| ФК Слога Краљево      | 1 | 2 | 3 | 4 | 5 | 6 | 7 | 8 | 9 | 10 | 11 | 12 | 13 | 14 | 15 | 16 | 17 | 18 | 19 | 20 | 21 | 22 | 23 | 24 | 25 | 26 | 27 |
| ФК Србија Илићево     | 1 | 2 | 3 | 4 | 5 | 6 | 8 | 7 | 9 | 10 | 11 | 12 | 13 | 14 |    |    |    |    |    |    |    |    |    |    |    |    |    |
| ФК Трепча             | 1 | 2 | 3 | 4 | 5 | 6 | 8 | 7 | 9 | 10 | 11 | 12 | 13 | 14 | 15 | 16 | 17 | 18 | 20 | 21 | 22 | 23 | 24 | 25 | 26 | 27 |    |
| ФК Шумадија 1903      | 1 | 2 | 3 | 4 | 5 | 6 | 7 | 8 | 9 | 10 | 11 | 12 | 13 | 14 | 16 | 17 | 18 | 19 | 20 | 21 | 22 | 23 | 24 | 25 | 26 | 27 |    |

- број у обојеним квадратићима се односи на коло у коме је меч одигран. Подебљан је у утакмицама у којима је дати клуб био домаћин.

| Најдужи победнички низ | ФК Слога Краљево | 14 утакмица |
| Најдужи низ ремија     | ФК Трепча        | 4 утакмице  |
| Најдужи губитнички низ | СФУ Застава 1973 | 11 утакмица |
| Најдужи низ без пораза | ФК Слога Краљево | 14 утакмица |
| Најдужи низ без ремија | ФК Слога Краљево | 25 утакмица |
| Најдужи низ без победе | СФУ Застава 1973 | 14 утакмица |

Извор: srbijasport.net 
|                       | 1  | 2  | 3  | 4  | 5  | 6  | 7  | 8  | 9  | 10 | 11 | 12 | 13 | 14 | 15                    | 16                    | 17                    | 18                    | 19                    | 20                    | 21                    | 22                    | 23                    | 24                    | 25                    | 26                    | 27                    |
| --------------------- | -- | -- | -- | -- | -- | -- | -- | -- | -- | -- | -- | -- | -- | -- | --------------------- | --------------------- | --------------------- | --------------------- | --------------------- | --------------------- | --------------------- | --------------------- | --------------------- | --------------------- | --------------------- | --------------------- | --------------------- |
| СФУ Застава 1973      | 2  | 8  | 6  | 8  | 8  | 10 | 11 | 11 | 11 | 11 | 11 | 11 | 11 | 11 | 10                    | 10                    | 10                    | 11                    | 11                    | 11                    | 11                    | 11                    | 11                    | 11                    | 11                    | 11                    | 11                    |
| ФК Бане 1931          | 7  | 3  | 2  | 5  | 7  | 4  | 4  | 4  | 4  | 3  | 2  | 2  | 2  | 2  | 2                     | 3                     | 2                     | 2                     | 2                     | 2                     | 2                     | 3                     | 3                     | 3                     | 3                     | 3                     | 3                     |
| ФК Будућност Конарево | 4  | 6  | 5  | 7  | 6  | 7  | 7  | 7  | 8  | 7  | 7  | 7  | 7  | 5  | 6                     | 6                     | 6                     | 6                     | 5                     | 6                     | 6                     | 7                     | 8                     | 7                     | 7                     | 7                     | 7                     |
| ФК Гоч                | 8  | 10 | 10 | 9  | 9  | 11 | 9  | 8  | 7  | 8  | 9  | 9  | 10 | 9  | 9                     | 8                     | 9                     | 9                     | 9                     | 9                     | 9                     | 9                     | 9                     | 9                     | 9                     | 9                     | 9                     |
| ФК Гружа              | 6  | 9  | 7  | 4  | 3  | 5  | 6  | 5  | 5  | 5  | 6  | 6  | 5  | 6  | 5                     | 5                     | 5                     | 5                     | 7                     | 5                     | 5                     | 6                     | 5                     | 5                     | 6                     | 5                     | 6                     |
| ФК Мокра Гора         | 11 | 11 | 11 | 11 | 10 | 9  | 8  | 9  | 9  | 9  | 8  | 8  | 9  | 8  | 7                     | 7                     | 7                     | 7                     | 6                     | 7                     | 7                     | 5                     | 6                     | 6                     | 5                     | 6                     | 5                     |
| ФК Напредак Грачац    | 12 | 12 | 12 | 12 | 12 | 12 | 12 | 12 | 12 | 12 | 12 | 12 | 12 | 12 | 11                    | 11                    | 11                    | 10                    | 10                    | 10                    | 10                    | 10                    | 10                    | 10                    | 10                    | 10                    | 10                    |
| ФК Полет Ратина       | 3  | 7  | 9  | 10 | 11 | 8  | 10 | 10 | 10 | 10 | 10 | 10 | 8  | 10 | 8                     | 9                     | 8                     | 8                     | 8                     | 8                     | 8                     | 8                     | 7                     | 8                     | 8                     | 8                     | 8                     |
| ФК Слога Краљево      | 9  | 5  | 4  | 3  | 2  | 1  | 1  | 1  | 1  | 1  | 1  | 1  | 1  | 1  | 1                     | 1                     | 1                     | 1                     | 1                     | 1                     | 1                     | 1                     | 1                     | 1                     | 1                     | 1                     | 1                     |
| ФК Србија Илићево     | 10 | 4  | 8  | 6  | 5  | 6  | 5  | 6  | 6  | 6  | 5  | 5  | 6  | 7  | Одустала од такмичења | Одустала од такмичења | Одустала од такмичења | Одустала од такмичења | Одустала од такмичења | Одустала од такмичења | Одустала од такмичења | Одустала од такмичења | Одустала од такмичења | Одустала од такмичења | Одустала од такмичења | Одустала од такмичења | Одустала од такмичења |
| ФК Трепча             | 5  | 1  | 3  | 2  | 1  | 3  | 3  | 3  | 3  | 4  | 4  | 4  | 3  | 3  | 3                     | 2                     | 3                     | 3                     | 4                     | 4                     | 4                     | 4                     | 4                     | 4                     | 4                     | 4                     | 4                     |
| ФК Шумадија 1903      | 1  | 2  | 1  | 1  | 4  | 2  | 2  | 2  | 2  | 2  | 3  | 3  | 4  | 4  | 4                     | 4                     | 4                     | 4                     | 3                     | 3                     | 3                     | 2                     | 2                     | 2                     | 2                     | 2                     | 2                     |

На крају сезоне 2023/24 гасе се зоне Западно-моравска, Колубарско-мачванска, Подунавско-шумадијска и Шумадијско-рашка и враћају се уместо њих зоне Дрина, Дунав и Морава са по 14 клубова у сезони 2024/25. Првак Шумадијско-рашке зоне 2023/24 ће се пласирати у Српску лигу Запад. По завршетку такмичарске 2023/24, попуњавање новоформиране три групе зонске лиге од 14 екипа вршиће се према коначном пласману клубова зонских лига на крају такмичарске 2023/24, а према територијалној припадности тих клубова одређеној групи зонске лиге. Сви клубови Шумадијско-рашке зоне 2023/24 територијално припадају зони Морава, осим ФК Гружа, који територијално припада зони Дунав. Предност приликом попуњавања одређене групе зонске лиге имају клубови са територије те зонске лиге који су заузели бољи пласман на табели на крају такмичарске 2023/24. Уколико за једно последње упражњено место конкуришу две екипе из различитих група зонских лига, а које су у својим групама у претходној сезони заузеле исто место, одиграће се „бараж“ између те две екипе, а победник „баража“ постаће члан новоформиране групе зонске лиге. Екипе које не обезбеде пласман у неку од новоформираних зона, испадају у одговарајућу Окружну лигу/Прву лигу Града Крагујевца. У новоформиране зоне пласираће се и победници одговарајућих Окружних лига/Прве лиге Града Крагујевца према територијалнјој припадности, као и екипе које из Српске лиге Запад испадну у зонски ранг такмичења. У новоформирану зонску лигу Морава право учешћа стиче и победник „баража“ у којем се састају првак Окружне лиге Косовска Митровица и најбољепласирана екипа зонских лига која територијално припада групи Морава, а која није обезбедила пласман у новоформирану групу зонске лиге Морава према пласману на крају такмичарске 2023/24. и на основу Пропозиција.
У складу са тиме:
 У Српску лигу Запад пласирла се:
- ФК Слога из Краљева.

 Из зонског ранга су испали:
- ФК Напредак из Грачца (10. на табели Шумадијско-рашке зоне);
- СФУ Застава 1973 из Крагујевца (11. на табели Шумадијско-рашке зоне);
- ФК Србија из Илићева (одустала од Шумадијско-рашке зоне после 14 кола такмичења).

ФК Гоч из Врњачке Бање (9. на табели Шумадијско-рашке зоне) играо је бараж за попуну места у Зони Морава против Овчара из Марковице. У првом мечу су били домаћини и победили са 4:2, док је у реваншу било 2:2. Тако је Гоч опстао у зонском рангу такмичења. Клуб са севера КиМ није учествовао у баражу.
Сви остали учесници Шумадијско-рашке зоне из сезоне 2023/24 ће у сезони 2024/25 учествовати у Зони Морава, осим ФК Гружа, која ће учествовати у Зони Дрина.
- Резултати и табеле www.srbijasport.net (језик: српски)
- Званични сајт Фудбалског савеза региона Западне Србије

1. ↑  „ФК Слога Краљево је првак Шумадијско-рашке зоне”. fsrzs.com.
2. ↑  „Преглед међусобних утакмица”. srbijasport.net.
3. ↑  „Резултати”. srbijasport.net.
4. ↑  „Табела”. www.srbijasport.net.
5. ↑  „Преглед међусобних утакмица у плеј-офу”. srbijasport.net.
6. ↑  „Резултати у плеј-офу”. srbijasport.net.
7. ↑  „Табела у плеј-офу”. srbijasport.net.
8. ↑  „Преглед међусобних утакмица у плеј-ауту”. srbijasport.net.
9. ↑  „Резултати у плеј-ауту”. srbijasport.net.
10. ↑  „Табела у плеј-ауту”. srbijasport.net.
11. ↑  „Преглед утакмица за све тимове”. www.srbijasport.net.
12. ↑  „Напредовање на табели”. www.srbijasport.net.